# Augusto Ramos Soares
Augusto Ramos Soares (Baucau, 22 de agosto de 1986) é um corredor de fundo timorense e membro do Clube Sport Laulara e Benfica.
Representou Timor-Leste na maratona masculina dos Jogos Olímpicos de Londres em 2012  terminando na 84.ª posição, o penúltimo lugar entre os corredores que concluíram a prova (houve 20 desistentes), com o tempo de 2:45:09. A qualificação para os Jogos Olímpicos foi alcançada na maratona de Tóquio, um motivo de orgulho para o país.
A sua inspiração para correr surgiu depois de Águeda Amaral a primeira corredora olímpica timorense, ter visitado a sua escola. O seu record pessoal é de 2:30:04, conseguido em Vienciana em 15 de Dezembro de 2009. O seu record para a meia-maratona foi conseguido em Darwin em Maio do mesmo ano: 1:12:48.
Em 2013 foi o vencedor da 4.ª edição da Maratona de Díli.
Em 2016 participou nos Jogos Olímpicos do Rio, na prova de 1 500 metros, terminando na 12ª posição da 2ª eliminatória.